# Théo Lefèvre

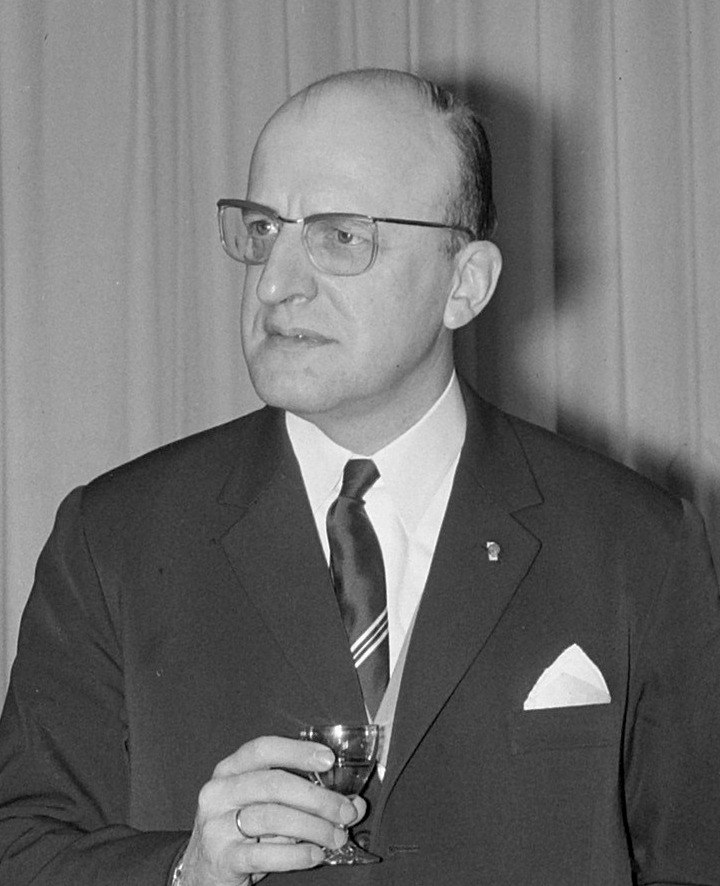
Théo Lefèvre

Théodore Joseph Albéric Marie „Théo“ Lefèvre (17. ledna 1914 – 18. září 1973) byl belgický křesťanskodemokratický politik a právník, představitel dnes již zaniklé belgické Křesťansko-sociální strany (Christelijke Volkspartij – Parti Social Chrétien), jejímž byl v letech 1950–1961 předsedou. V letech 1961–1965 byl premiérem Belgie, když sestavil velkou koalici se socialisty Paul-Henri Spaaka. Jeho vláda přijala řadu významných sociálních zákonů, například zákon o invaliditě či zákon na ochranu mládeže. Spustila také proces revize belgické ústavy. V otázce citlivých jazykových sporů prosazoval jasné vymezení hranic vlámských a frankofonních oblastí, oponoval však radikálním jazykovým (de facto nacionalistickým) stranám. Roku 1958 získal čestný titul státní ministr (minister van Staat, ministre d'État).